# Nacional (magazine)
Pour les articles homonymes, voir Nacional.
Nacional est un magazine hebdomadaire de Croatie publié à Zagreb.

## Historique
Nacional a été créé en 1995 par Denis Kuljiš, Ivo Pukanić et d'autres journalistes mécontents de la politique éditoriale de l'hebdomadaire croate Globus. Ces deux publications étaient opposées au gouvernement HDZ. Rapidement une compétition s'est installée entre les deux magazines qui tentaient d'attirer le même public en utilisant les mêmes méthodes d'investigation journalistique. Les deux magazines sont devenus célèbres pour avoir publié des articles à sensation contre les opposants politiques souvent basés sur des témoignages anonymes ou des témoins fictifs. Nacional est largement considéré comme la voix du président croate Stipe Mesic.Toutefois le magazine rejette en bloc ces allégations.

À la fin des années 1990 le tirage de Nacional a dramatiquement chuté à la suite de la sortie du journal Jutarnji List. À la fin de l'année 2000 Ivo Pukanic a emprunté à la banque Hypo et a lancé le quotidien Republika. Les critiques ont immédiatement accusé la banque d'influencer la ligne éditoriale et se sont plaints de l'excès d'encarts publicitaires. Les lecteurs ne pouvaient plus distinguer les articles des publicités. Le journal a fermé six mois après sa création avec une perte de 60 000 DM (Deutsche Mark) par mois. Le 5 septembre 2001, le Bureau de la presse étrangère de Zagreb a rapporté au sujet de Republika : 
« Promis à être un respectable journal politique. Cependant son profil changea rapidement pour devenir celui d'un tabloïd. Son PDG, Ivo Pukanic est connu pour défendre la publication d'informations non confirmées, ce qui a mené fréquemment à des accusations infondées et même des litiges. La raison avancée par Pukanic pour fermer ce journal était son faible lectorat, soit des ventes inadéquates. »
Pukanic ensuite a intensifié la politique éditoriale de Nacional contre les figures importantes du gouvernement HDZ. Il a été le premier journaliste à attaquer le général croate Ante Gotovina avec des accusations de crimes (Nacional 204. 10.13.1999).
Ces attaques ont continué en 1999-2000 lors des élections cruciales qui ont vu le gouvernement HDZ être remplacé. Les articles présentaient une forme familière. Les vétérans de guerre étaient dénoncés comme des ivrognes, des profiteurs de guerre, des réparateurs d'armes, des barons de la drogue. Certains articles frisaient le ridicule. Des officiers de haut rang non identifiés du Ministère de la Défense croate ont été accusés de trafic d'armes avec l'IRA et l'ETA. Il était clair que cela visait le général Gotovina que Pukanic avait déjà accusé d'être le chef d'un groupe préparant un prétendu coup d'État.
Il a été plus tard démontré que toutes ces allégations avaient été fabriquées pour faire augmenter les ventes de Nacional.
En 2001, le général Gotovina a été inculpé par le Tribunal pénal international pour l'ex-Yougoslavie (TPIY) et partit se cacher.
Le général considéré comme un héros, pouvait compter sur un large soutien des croates. Pukanic affirma être le seul journaliste à avoir pu interviewer le général Gotovina depuis sa disparition, et Nacional a publié bon nombre d'articles qui apparemment supportaient le général.
Les soutiens de Gotovina ont considéré la motivation de Nacional avec beaucoup de suspicion, nombreux sont ceux qui ont considéré qu'il s'agissait simplement d'une exploitation commerciale. Ces suspicions sont aussi liées aux relations étroites de Pukanic - qu'il reconnaît lui-même - avec le chef de police croate travaillant avec les agents du MI6 de l'opération CASH - l'opération secrète pour capturer Gotovina.
Après l'année 2000, Nacional changea de politique éditoriale pour incorporer plus de sujets d'économie et de divertissement. Aujourd'hui Nacional est semblable en format et en contenu aux journaux allemands.
Nacional est la propriété de ses éditeurs et de ses journalistes, Ivo Pukanic étant l'actionnaire majoritaire jusqu'à son décès lors de l'attentat de Zagreb du 23 octobre 2008 tuant également un autre journaliste.